# انریکه بورخا
انریکه بورخا (اسپانیایی: Enrique Borja‎؛ زادهٔ ۳۰ دسامبر ۱۹۴۵) بازیکن فوتبال اهل مکزیک بود.
از باشگاه‌هایی که در آن بازی کرده‌است می‌توان به باشگاه فوتبال آمریکا و باشگاه فوتبال اونیورسیداد ناسیونال اشاره کرد.
وی همچنین در تیم ملی فوتبال مکزیک بازی کرده‌است.